# Neohistorismus

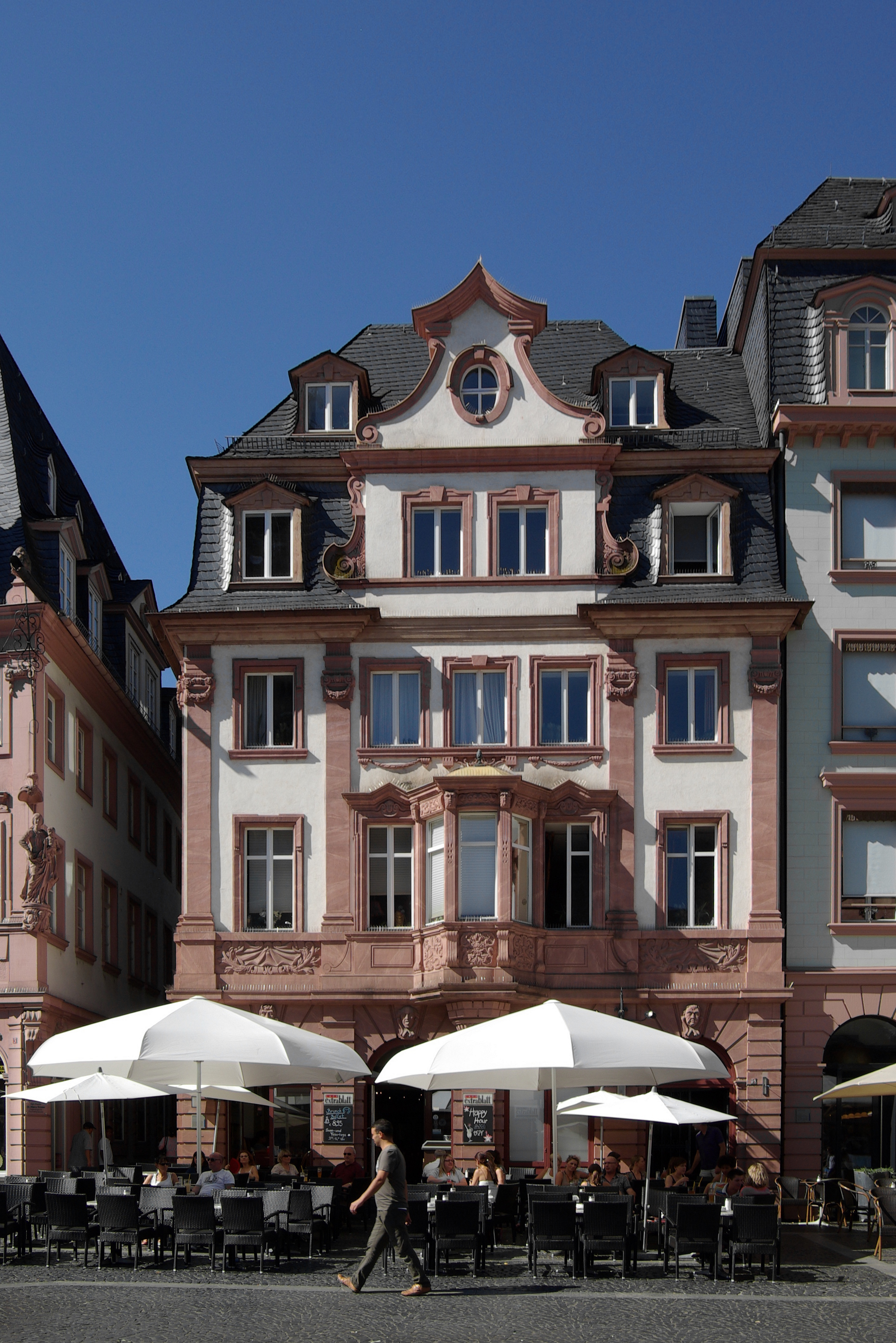
Markt 7–9, Mainz. Vor dem Krieg standen hier zwei schmale einfache Häuser. Wohl um eine repräsentativere Ansicht zu erhalten, wurden diese nicht rekonstruiert, sondern um 1979/91 dieses neu entworfene Gebäude errichtet

Neohistorismus bezeichnet eine Gestaltungsform  der zeitgenössischen und zeitgeschichtlichen Architektur, bei der moderne Bauten in Formen  vorangegangener Stilepochen gestaltet werden.

## Geschichte
Immer wieder gab es in der Architekturgeschichte Strömungen, die sich Stilformen vergangener Epochen bedienten. Dies war im Langen 19. Jahrhundert mit dem Historismus der Fall. Über das Ende des eigentlichen Historismus hinaus kam es im 20. Jahrhundert zu neohistoristischen Strömungen etwa dem Neoklassizismus und dem Sozialistischen Klassizismus.
Dem Historismus wie Neohistorismus gingen immense Verluste an überkommener Bausubstanz voran, im 19. Jahrhundert durch die Industrialisierung, im 20. Jahrhundert durch den Zweiten Weltkrieg und die folgende Epoche, die historische Bausubstanz nicht sehr schätzte. Historismus, ebenso wie der Neohistorismus, entstanden so als Reaktion auf ein Verlustgefühl.
Der Neohistorismus richtete sich auch gegen den verbreiteten Brutalismus (ca. 1960 bis 1980), zusammen mit der Postmoderne und dem Neuen Urbanismus. Gleichzeitig nahmen auch Denkmalschutz und Denkmalpflege einen Aufschwung. Seit den 1970er Jahren entstanden wieder Bauten und ganze Stadtviertel, die dem Ideal der Europäischen Stadt verpflichtet sein sollten, historische Bauformen aufleben ließen und diese weiterzuentwickeln suchten. Manche Architekturtheoretiker interpretieren dies als einen Teil der Retrokultur, die es auch in zahlreichen anderen Zweigen der Kultur gibt, andere als Kontinuität und Wiederaufnahme der Architekturtradition bis zum „harten Bruch“ durch industrialisierte modernistische Bauweisen.

## Form
Einen Schwerpunkt des Neohistorismus bilden innerstädtische Bauten, die durch historisierendes Bauen ein vermeintlich historisches Stadtbild schaffen und so eine städtebauliche Erscheinung zurückholen sollen, die zuvor verloren gegangen ist. Ziel ist es, dabei eine „historische“ Atmosphäre zu schaffen. Die Reduktion auf das Atmosphärische ermöglicht es, eine historische Anmutung zu erzielen, ohne wesentliche Abstriche bei Nutzungsmöglichkeiten und technischem Komfort der Gebäude zu machen.
An der University of Notre Dame in den USA gibt es mit der School of Architecture eine Architekturfakultät, die sich der Lehre der traditionellen, vormodernen Architektur und Stadtplanung verschrieben hat (u. a. im Sinne des Neuen Urbanismus) und den Neohistorismus mitentwickelt. Sie vergibt einmal jährlich den hoch dotierten Driehaus-Architektur-Preis. Die Londoner Foundation for Building Community von Prinz Charles treibt den weltweiten akademischen Diskurs in diesem Bereich ebenfalls voran. Auch verschiedene Architekten und Architekturbüros lehren ihre Mitarbeiter die Formensprache des Historismus und früherer Stilepochen und lassen sie entsprechend inspirierte Entwürfe umsetzen, so z. B. Hans Kollhoff, Patzschke Architekten Berlin, Léon Krier, Demetri Porphyrios, Andrés Duany, Michael Graves, Pier Carlo Bontempi und Quinlan Terry.

## Begriff
Am Begriff Neohistorismus wird Kritik geübt, weil er mit dem „klassischen“ Historismus des 19. Jahrhunderts wenig zu tun habe, der weit mehr an Ergebnissen der architekturhistorischen Forschung orientiert gewesen sei. Die Bezeichnung Postmoderner Historismus wurde vorgeschlagen.

## Abgrenzung
Zum Neohistorismus wird nicht gezählt
- Traditionelle Architektur, Heimatstil, Heimatschutzarchitektur sowie die städtebaulichen Anlagen des New Urbanism, die historische Architekturformen zwar teilweise wiederaufnehmen, aber nicht bewusst und im Detail die Ornamentik und Stilformen spezieller Architektur-Epochen replizieren
- die Rekonstruktion als „eine wissenschaftlich basierte und originalgetreue Wiedererrichtung zerstörter Gebäude in Material, Konstruktion und innerer Disposition, am Ursprungsort sowie unter Verwendung von Originalsubstanz“,[15]
- die Restaurierung als Wiederherstellung eines bestehenden historischen Gebäudes.

## Beispiele
Beispiele neohistoristischer Architektur:
- Hotel Adlon Kempinski, Berlin[16] (Nachbau mit veränderter Geschosshöhe)
- Kathedrale von Brentwood, England, 1991
- Einige Neubauten der Neumarktquartiere I bis VIII in Dresden[17] (überwiegend Fassadenrekonstruktionen)
- Altstadtquartiere von Elbląg (Elbing), Polen (teilweise postmodern)[18]
- Einige Neubauten am Dom-Römer-Projekt, Frankfurt am Main[19] (20 Neubauten sowie 15 Rekonstruktionen historischer Altstadthäuser)
- St. Nikolai auf dem Wasser in Kiew, Ukraine, 2004
- Teile der Altstadt von Kołobrzeg (Kolberg), Polen[20]
- Markt (Mainz)[21] (teils Fassadenrekonstruktionen, teils Neubauten)
- Schermerhorn Symphony Center in Nashville, USA, 2006
- Kapelle des Thomas Aquinas College in Santa Paula, USA, 2009
- Altstadtquartiere von Szczecin (Stettin), Polen[22] (überwiegend Fassadenrekonstruktionen)
- Josefskapelle in Unterammergau, Deutschland, 1991

## Bilder

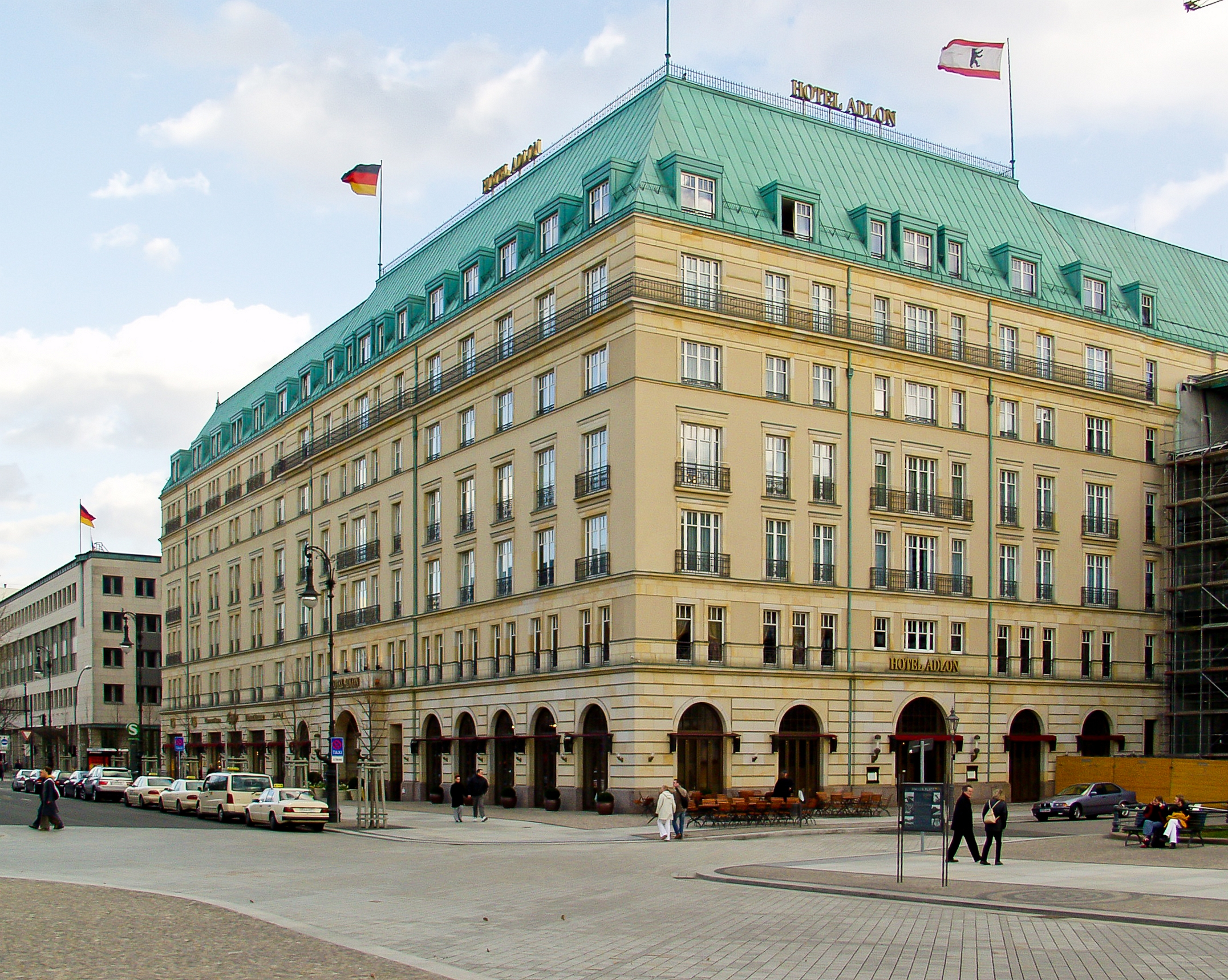
Hotel Adlon, Berlin (2004)
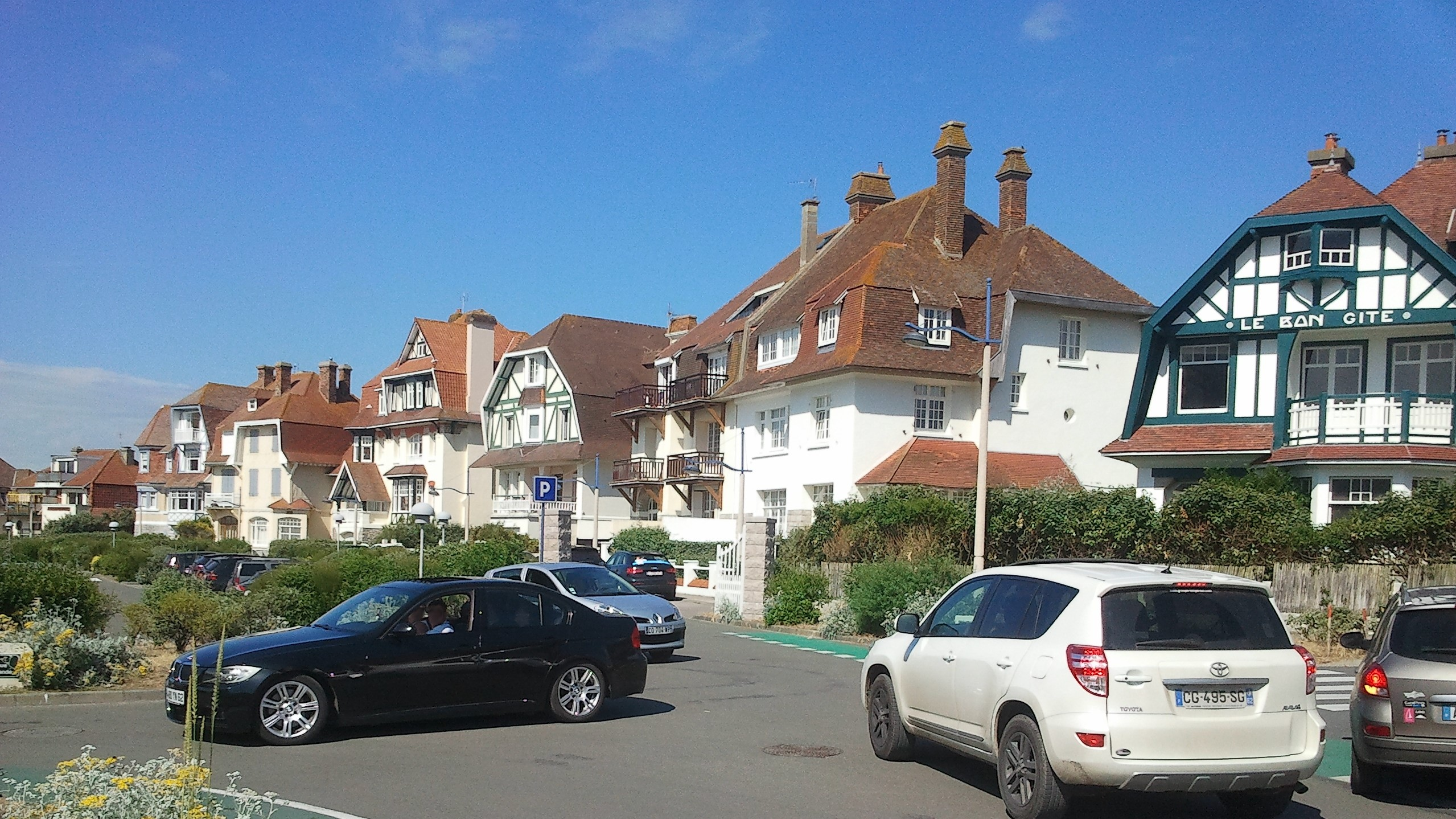
Hardelot-Plage, Frankreich (von Maurice Culot, 2002)